# Gary Sinise
Gary Alan Sinise (Blue Island, Illinois, 1955. március 17. –) Primetime Emmy- és Golden Globe-díjas amerikai színész, filmrendező.
Ő rendezte az Egerek és emberek (1992) című John Steinbeck-adaptációt, melynek egyik főszereplője és producere is volt egyben. 1994-ben legjobb férfi mellékszereplő kategóriában jelölték Oscar-díjra Dan Taylor hadnagy szerepéért a Forrest Gump című filmben. 1996-ban Golden Globe-díjat nyert legjobb férfi főszereplő (minisorozat vagy tévéfilm) kategóriában a Truman című filmben nyújtott alakításáért. Ugyanebben az évben korrupt rendőrtisztet játszott Ron Howard a Váltságdíj című drámájában. 
1998-ban a George Wallace című filmben a címszereplőt formálta meg, elnyerve a legjobb férfi főszereplőnek járó Primetime Emmy-díjat. A CSI: New York-i helyszínelők epizódjaiban Mac Taylor nyomozót alakította.

## A kezdetek
Gary Sinise Blue Island-ben, Illinoisban született Millie (leánykori neve Alsip) és Robert L. Sinise gyermekeként. A Highland Park High Schoolban végzett és folytatta a tanulmányait az Illinois State University-n. 1974-ben, Sinise és két barátja, Terry Kinney és Jeff Perry megalapították a Steppenwolf színházat. A Steppenwolf megalapítása óta olyan színészeket fedezett fel, mint Joan Allen, Kevin Anderson, Gary Cole, Ethan Hawke, Glenne Headly, John Mahoney, John Malkovich, Laurie Metcalf, Martha Plimpton, Jim True-Frost és William Petersen. A színháznál Sinise színészként és rendezőként egyaránt dolgozott, több mint harminc produkcióban vett részt.

## Pályafutása

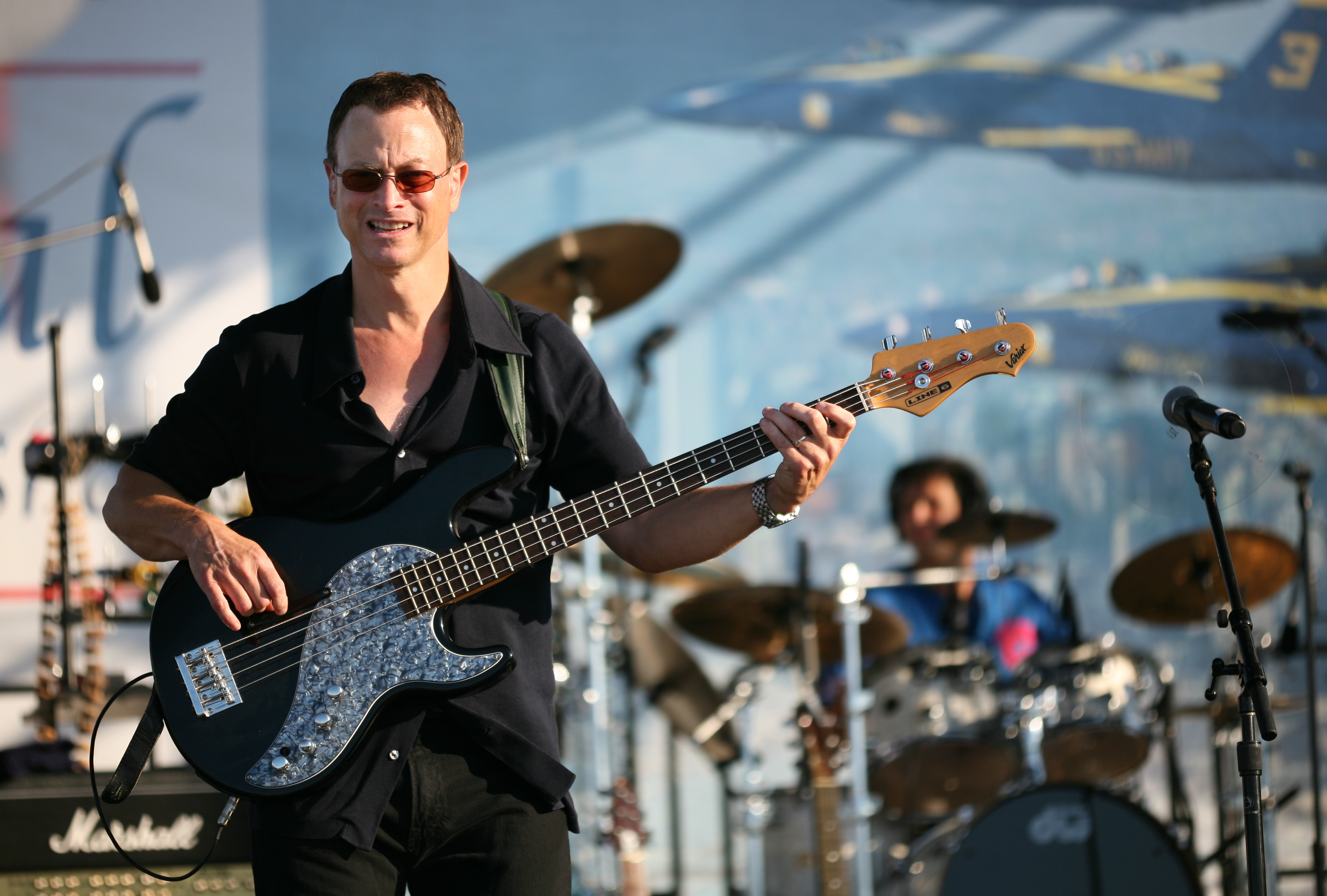
Gary Sinise basszusgitározik az Lt. Dan Band együttesben

Gary Sinise pályafutása 1982-ben kezdődött, mikor ő rendezte a True West című Steppenwolf produkciót, aminek szereplője is volt. 1983-ban Obie-díjat nyert a rendezéséért, egy évvel később pedig John Malkovich-csal szerepelt az American Playhouse-ban. 1988-ban rendezte a Távol az otthontól (Miles from Home) című filmet, aminek Richard Gere volt a főszereplője.
2004-ben kezdett játszani első állandó televíziósorozatában, a CSI: New York-i helyszínelők (CSI:NY) című krimisorozatban, amiben Mac Taylor nyomozót alakítja. A második évadtól producerként is dolgozik a sorozatban, egy epizód cselekményét is ő írta. A második évad egyik epizódjában Mac Taylor basszusgitározik egy jazzklubban Kimo és Carol Williams, valamint Danny Gottlieb zenészekkel, akik az Lt. Dan Band tagjai is, amit Sinise és Kimo Williams alapítottak 2003-ban. Az együttest Sinise Forrest Gump-beli karakteréről nevezték el.

## Magánélete
Sinise felesége 1981 óta Moira Harris színésznő. Három közös gyermekük van: Sophia Ana (szül. 1988), McCanna Anthony (szül. 1990-2024), és Ella Jane (szül. 1992).

## Filmográfia

### Film
| Év   | Magyar cím                       | Eredeti cím                                    | Szerep                        | Magyar hang          |
| ---- | -------------------------------- | ---------------------------------------------- | ----------------------------- | -------------------- |
| 1978 | Esküvő                           | A Wedding                                      | statiszta                     |                      |
| 1988 | Távol az otthontól               | Miles from Home                                | nem szerepel                  |                      |
| 1992 | Egerek és emberek                | Of Mice and Men                                | George Milton                 | Forgács Péter        |
| 1992 | Éjfélre kitisztul                | A Midnight Clear                               | Vance "Mother" Wilkins        | Sztarenki Pál        |
| 1992 |                                  | The Witness (rövidfilm)                        | fiatal katona                 |                      |
| 1993 | Jack, a mackó                    | Jack the Bear                                  | Norman Strick                 |                      |
| 1994 | Forrest Gump                     | Forrest Gump                                   | Dan Taylor hadnagy            | Sörös Sándor         |
| 1994 | Forrest Gump                     | Forrest Gump                                   | Dan Taylor hadnagy            | Haás Vander Péter    |
| 1995 | Apolló 13                        | Apollo 13                                      | Ken Mattingly                 | Szabó Sipos Barnabás |
| 1995 | Apolló 13                        | Apollo 13                                      | Ken Mattingly                 | Haás Vander Péter    |
| 1995 | Gyorsabb a halálnál              | The Quick and the Dead                         | marsall                       | Juhász György        |
| 1995 | Gyorsabb a halálnál              | The Quick and the Dead                         | marsall                       | Haás Vander Péter    |
| 1996 | Váltságdíj                       | Ransom                                         | Jimmy Shaker nyomozó          | Dörner György        |
| 1996 | Albínó aligátor                  | Albino Alligator                               | Milo                          | Berzsenyi Zoltán     |
| 1998 | Az utolsó dobás                  | Snake Eyes                                     | Kevin Dunne parancsnok        | Epres Attila         |
| 1999 | Halálsoron                       | The Green Mile                                 | Burt Hammersmith              | Pusztaszeri Kornél   |
| 1999 | A hangos revolverek városa       | It's the Rage                                  | Morgan                        |                      |
| 2000 | Ruha teszi… (Bruno)              | Bruno                                          | Dino Battaglia                |                      |
| 2000 | A Mars-mentőakció                | Mission to Mars                                | Jim McConnell                 | Epres Attila         |
| 2000 | Hulla, hó, telizsák              | Reindeer Games                                 | Gabriel Mercer                | Haás Vander Péter    |
| 2002 | Imposztor                        | Impostor                                       | Spencer Olham                 |                      |
| 2002 |                                  | A Gentleman's Game                             | Foster Pearse                 |                      |
| 2002 | A szépség titka                  | Made-Up                                        | Duncan Tivey                  |                      |
| 2003 | Szégyenfolt                      | The Human Stain                                | Nathan Zuckerman              | Forgács Péter        |
| 2003 |                                  | Mission: SPACE (rövidfilm)                     | Capcom                        |                      |
| 2004 | Felejtés                         | The Forgotten                                  | Dr. Jack Munce                | Haás Vander Péter    |
| 2004 | A nagy zsozsó                    | The Big Bounce                                 | Ray Ritchie                   | Juhász György        |
| 2005 |                                  | Magnificent Desolation: Walking on the Moon 3D | Gene Cernan (hangja)          |                      |
| 2006 | Nagyon vadon                     | Open Season                                    | Shaw (hangja)                 | Besenczi Árpád       |
| 2011 |                                  | None Less Than Heroes: The Honor Flight Story  | narrátor                      |                      |
| 2011 |                                  | Lt. Dan Band: For The Common Good              | önmaga                        |                      |
| 2014 | Amerika Kapitány: A tél katonája | Captain America: The Winter Soldier            | Smithsonian narrátor (hangja) | Mihályi Győző        |
| 2016 |                                  | Beyond Glory                                   | katonai hang                  |                      |
| 2019 |                                  | Sgt. Will Gardner                              | Larry                         |                      |
| 2020 | Még mindig hiszek                | I Still Believe                                | Tom Camp                      |                      |
| 2020 |                                  | Joe Bell                                       | Westin seriff                 |                      |

### Televízió
| Év        | Magyar cím                        | Eredeti cím                    | Szerep                     | Megjegyzések                                                             |
| --------- | --------------------------------- | ------------------------------ | -------------------------- | ------------------------------------------------------------------------ |
| 1980      |                                   | Knots Landing                  | Lee Maddox                 | 1 epizód                                                                 |
| 1984      | Családi titok                     | Family Secrets                 | motoros                    | tévéfilm                                                                 |
| 1984–1991 |                                   | American Playhouse             | Austin / Tom Joad          | 2 epizód                                                                 |
| 1986-1987 |                                   | Crime Story                    | Howie Dressler             | 2 epizód                                                                 |
| 1989      |                                   | The Final Days                 | Richard Ben-Veniste        | tévéfilm                                                                 |
| 1989      |                                   | Hunter                         | Lord Rutherford            | 1 epizód                                                                 |
| 1989      |                                   | My Name Is Bill W.             | Ebby, Bill legjobb barátja | tévéfilm                                                                 |
| 1994      | Stephen King: Végítélet           | The Stand                      | Stu Redman                 | - minisorozat (4 epizód) - magyar hangja: - Stohl András - Sztarenki Pál |
| 1995      |                                   | Truman                         | Harry S. Truman            | tévéfilm                                                                 |
| 1995      | Frasier – A dumagép               | Frasier                        | Sid (hangja)               | 1 epizód                                                                 |
| 1997      | George Wallace                    | George Wallace                 | George C. Wallace          | - tévéfilm - magyar hangja: - Szakácsi Sándor                            |
| 1999      | A bajnokok                        | That Championship Season       | Tom Daley                  | tévéfilm                                                                 |
| 2002      | Háború a háborúról                | Path to War                    | George Wallace             | - tévéfilm - magyar hangja: - Forró István                               |
| 2003      | A múlt angyala                    | Fallen Angel                   | Terry                      | - tévéfilm - magyar hangja: - Forgács Péter                              |
| 2004–2005 | CSI: Miami helyszínelők           | CSI: Miami                     | Mac Taylor nyomozó         | 2 epizód                                                                 |
| 2004–2013 | CSI: New York-i helyszínelők      | CSI: NY                        | Mac Taylor nyomozó         | főszereplő                                                               |
| 2008      |                                   | When We Left Earth             | narrátor                   | minisorozat (6 epizód)                                                   |
| 2009      | A II. világháború színesben       | WWII in HD                     | narrátor                   | minisorozat (10 epizód)                                                  |
| 2010–2012 |                                   | Missions That Changed the War  | narrátor                   | 14 epizód                                                                |
| 2013      | CSI: A helyszínelők               | CSI: Crime Scene Investigation | Mac Taylor nyomozó         | 1 epizód                                                                 |
| 2015      | Gyilkos elmék                     | Criminal Minds                 | Jack Garrett ügynök        | 1 epizód                                                                 |
| 2016–2017 | Gyilkos elmék: Túl minden határon | Criminal Minds: Beyond Borders | Jack Garrett ügynök        | főszereplő és producer                                                   |
| 2020      | 13 okom volt                      | 13 Reasons Why                 | Dr. Robert Ellman          | főszereplő 4. évad (10 epizód)                                           |

## Fontosabb díjak és jelölések
| Díj                | Kategória                                                       | Jelölt mű      | Év   | Eredmény |
| ------------------ | --------------------------------------------------------------- | -------------- | ---- | -------- |
| Oscar-díj          | Legjobb férfi mellékszereplő                                    | Forrest Gump   | 1995 | Jelölve  |
| Golden Globe-díj   | Legjobb férfi mellékszereplő                                    | Forrest Gump   | 1995 | Jelölve  |
| Golden Globe-díj   | Legjobb férfi főszereplő (minisorozat vagy tévéfilm)            | Truman         | 1996 | Elnyerte |
| Golden Globe-díj   | Legjobb férfi főszereplő (minisorozat vagy tévéfilm)            | George Wallace | 1998 | Jelölve  |
| Primetime Emmy-díj | Legjobb férfi főszereplő (televíziós minisorozat vagy tévéfilm) | Truman         | 1996 | Jelölve  |
| Primetime Emmy-díj | Legjobb férfi főszereplő (televíziós minisorozat vagy tévéfilm) | George Wallace | 1998 | Elnyerte |

## Fordítás
- Ez a szócikk részben vagy egészben  a   Gary Sinise című angol Wikipédia-szócikk fordításán alapul.  Az eredeti cikk szerkesztőit annak laptörténete sorolja fel. Ez a jelzés csupán a megfogalmazás eredetét és a szerzői jogokat jelzi, nem szolgál a cikkben szereplő információk forrásmegjelöléseként.